# Aigue Brun
Pour les articles homonymes, voir Aïgue.
L'Aigue Brun (ou Aiguebrun) est une rivière du Sud-Est de la France qui coule dans le département de Vaucluse au niveau du massif du Luberon, en région PACA. C'est un affluent droit de la Durance, donc un sous-affluent du Rhône. C'est un cours d'eau classé en première catégorie pour la pêche.

## Étymologie

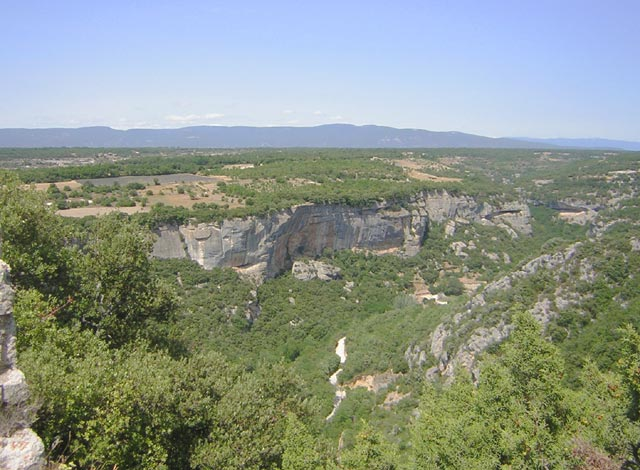
La vallée de l'Aigue Brun vue depuis le fort de Buoux

Aïgue ou Aygue vient de l'occitan aiga / ajgɵ / 'eau', du latin aqua.

## Géographie
L'Aigue Brun a une longueur de 22,8 km. Sa source est au-dessus de la Combe de Bade Lune, dans les Baumes, à 700 m d'altitude,.
L'Aigue Brun coule globalement du nord-est vers le sud-ouest, notamment en traversant la combe de Lourmarin.
L'Aigue Brun conflue en rive droite de la Durance, à 142 m d'altitude

### Communes et cantons traversés
Dans le seul département de Vaucluse, l'Aigue Brun traverse huit communes et trois cantons
- Auribeau (source), Saignon, Sivergues, Buoux, Bonnieux, Lourmarin, Puyvert, Lauris

Soit en termes de canton, l'Aigue Brun, prend source dans le canton d'Apt, traverse le canton de Bonnieux, et conflue dans le canton de Cadenet, le tout dans l'arrondissement d'Apt.

### Bassin versant
L'Aigue Brun traverse une seule zone hydrographique « L'Aigue Brun » (X322) de 75 km2 de superficie. Ce bassin versant est constitué à 67,86 % de « forêts et milieux semi-naturels », à 32,03 % de « territoires agricoles », à 1,00 % de « territoires artificialisés ».

### Organisme gestionnaire
L'organisme gestionnaire est le SMAVD ou Syndicat mixte d'aménagement de la vallée de la Durance.

## Affluents

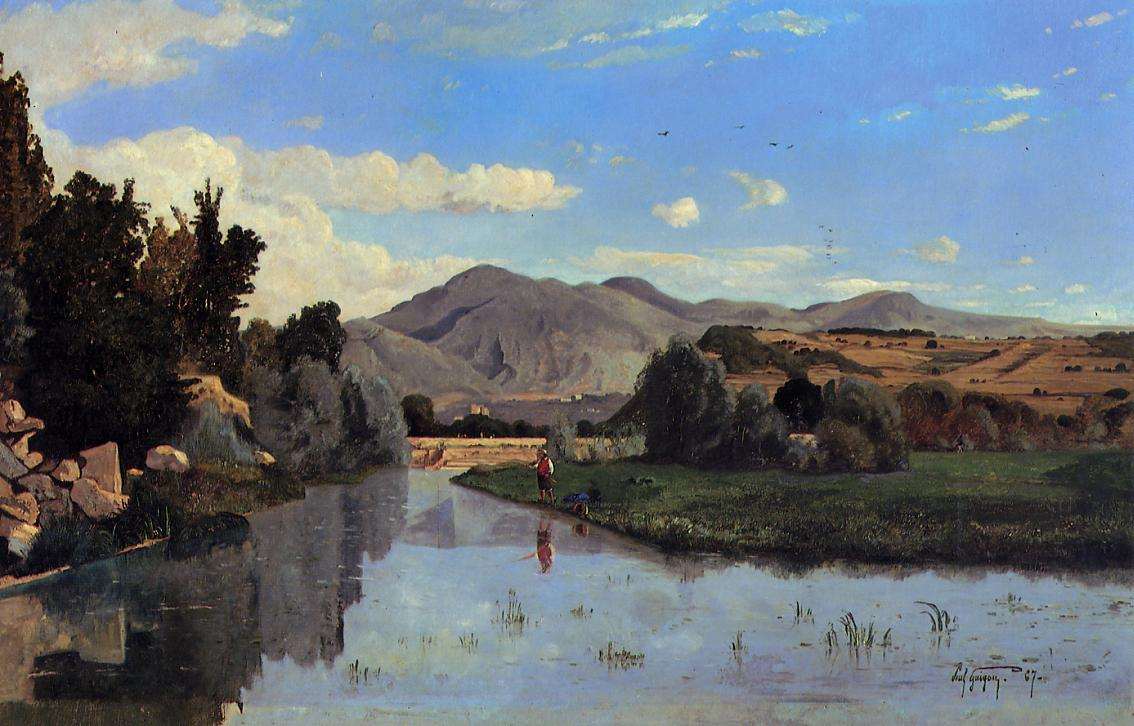
L'Aigue Brun à Lourmarin selon Paul Guigou de 1867

L'Aigue Brun a quatre affluents contributeurs.
- le vallon de Petarelle (rg[note 1]) 2,8 km sur les deux communes d'Auribeau, et de Saignon.
- la Loube (rd) 3,6 km sur la seule commune de Buoux.
- le vallat des Vignes (rg) 2,3 km sur la seule commune de Lourmarin.
- le ravin d'Aguye (rg) 5 km sur la seule commune de Lourmarin.

### Rang de Strahler
Donc son rang de Strahler est de deux.

## Aménagements et écologie
- Pont à coquille sur l'Aigue-Brun